# Immacolata Concezione dell'Escorial
L'Immacolata Concezione dell'Escorial è un dipinto del pittore spagnolo Bartolomé Esteban Murillo realizzato circa nel 1660-1665 e conservato nel Museo del Prado a Madrid in Spagna.

## Storia
Le molte rappresentazioni artistiche di Murillo sull'Immacolata Concezione della Vergine Maria furono enormemente influenti sull'arte successiva. Questo dipinto è considerato uno dei suoi migliori. In precedenza era stato identificato come l'Immacolata Concezione della Granja per via di un'errata comprensione della sua storia.

### Contesto storico
Sebbene la dottrina secondo cui Maria fu concepita senza Peccato non fu definita dogmaticamente nella Chiesa Cattolica fino al 1854, la Vergine era già stata dichiarata senza peccato nel 1661 da papa Alessandro VII: una dichiarazione per la quale la Chiesa Spagnola e l'Ordine francescano erano stati a lungo forti sostenitori. Per il culto Mariano spagnolo, non solo la purezza di Maria, ma il concetto di essere stata concepita senza peccato era essenziale. Al contrario, l'Ordine Domenicano sosteneva che la Madonna fosse stata concepita nel peccato, ma subito purificata, mentre non ancora nata nel grembo materno. Per quanto la dottrina dell'Immacolata Concezione non sarebbe stata abbracciata per diversi secoli, gli spagnoli si rallegrarono per la dichiarazione di purezza e molti artisti di quella nazione vennero incaricati di rappresentare il tema. Murillo stesso ha prodotto una ventina di questi dipinti.

### Eredità
Non è noto se il dipinto sia stato prodotto su commissione o quando e perché sia stato prodotto, ma si ritiene che l'opera abbia trovato la sua strada nelle collezioni reali in seguito all'acquisto da parte di Carlo III a Siviglia. Appartenne, quindi, alla collezione di Carlo IV, a seguito della quale venne registrata tra le sue collezioni nella Casa del Principe. È da questa registrazione che deriva il titolo dell'opera. In precedenza era stata per qualche tempo intitolata Immacolata Concezione della Granja. È stato descritto come "il pittore per antonomasia del tema dell'Immacolata Concezione", uno dei quattro della collezione del Prado.

## Descrizione
Raffigura Maria come una giovane donna con un abito bianco e un mantello blu, le mani giunte in preghiera e gli occhi sollevati, mentre sale su una falce di luna nata da Cherubini. Questi portano rose, gigli, una fronda di palma e uno specchio, tutti riferimenti alla sua purezza e al martirio. La falce di luna è un riferimento alla descrizione della Donna dell'Apocalisse, vestita con il sole e la luna sotto i suoi piedi, sebbene in questa versione Maria (come viene spesso identificata la donna) non sia incoronata o incinta. La quasi scomparsa dei Cherubini nella parte superiore dell'immagine è stata attribuita con un senso generale di assenza di gravità del pezzo.

## Stile
L'opera è semplificata rispetto ad alcuni dei precedenti lavori del Murillo, a seguito degli sforzi dell'artista per affinare la sacra rappresentazione nella sua forma più iconografica. Di conseguenza, l'opera è descritta come "forse il più perfettamente risolto" delle immagini dell'Immacolata Concezione di Murillo in Arte e Architettura del Seicento del 2005.Diverse influenze sembrano operare sul Murillo nel dipinto in esame. La sua rappresentazione dell'età di Maria riflette la guida dell'artista Francisco Pacheco, censore ufficiale dell'Inquisizione di Siviglia, secondo cui la Vergine Maria dovrebbe essere mostrata sempre come una bella ragazza di 12 o 13 anni. Inoltre, Murillo era stato introdotto alle opere di Van Dyck e Rubens da Francisco Herrera il Giovane, che era sub-direttore dell'Accademia di Siviglia sotto Murillo. L'influenza di questi pittori è visibile nella colorazione delicata e ariosa del pezzo.
L'opera è datata tra il 1660 e il 1665. Poiché non è stato individuato alcun contratto per una commissione per il pezzo, la data esatta è indeterminata, ma il lasso di tempo è presunto a causa dello stile del pezzo rispetto alle altre sue opere del medesimo periodo e per via di un disegno di Murillo del 1664 dell'Immacolata Concezione, nel quale, sebbene raffiguri Maria in posa diversa, l'artista usa gli stessi due Cherubini situati sulla parte destra di quest'opera.